# Tokyo Rainbow Pride
Tokyo Rainbow Pride (japanska: 東京レインボープライド) är en årlig pridefestival i Tokyo i Japan som arrangerats varje år sedan 2012.
Den första prideparaden i Tokyo hölls den 28 augusti 1994 med omkring 1 000 deltagare och gick mellan två parker i stadsdelen Shibuya. Den var inte så festlig som dagens parader och många deltagare hade solglasögon eller ansiktsmasker för att kunna vara anonyma. Värdstaden Tokyo avlöstes senare av Osaka och Sapporo vid flera tillfällen. År 2012 kompletterades prideparaden i Tokyo med olika arrangemang i Yoyogiparken. 
Premiärminister Shinzo Abes hustru Akie Abe deltog i paraden 2014 tillsammans med 3 000 deltagare.
Festivalen växte år för år och besöktes av 150 000 personer 2018. Året efter deltog  mer än 10 000 personer i prideparaden och omkring 200 000 besökte  tvådagarsfestivalen i Yoyogiparken där paraden började och slutade.
Tokyo Rainbow Pride ställdes in 2020 och 2021 på grund av Covid-19-pandemin och 2022 begränsade arrangörerna antalet deltagare. Totalt 67 000 personer besökte den tre dagar långa festivalen och 2 000 deltog i prideparaden.